# Isla Bidong
La isla Bidong (en malayo: Pulau Bidong) es la principal del archipiélago de su nombre (compuesto de seis islas), situado en la costa de Terengganu, Malasia en el Mar de China Meridional. Bidong es accesible desde la ciudad costera de Merang. Posee un kilómetro cuadrado de superficie.
El 30 de abril de 1975, la guerra de Vietnam terminó con la evacuación de la embajada de Estados Unidos y la caída de Saigón en manos del Ejército de Vietnam del Norte. Millones de personas trataron de huir del nuevo gobierno comunista en Vietnam. En mayo de 1975, el primer barco con 47 refugiados llegaron a Malasia desde Vietnam. Ellos fueron llamados "Gente de botes".
Bidong se abrió oficialmente como un campo de refugiados el 8 de agosto de 1978 con 121 refugiados vietnamitas. La capacidad del campo se estima alcanzó las 4.500 personas.